# Чемпіонат Європи з футболу 2020 (кваліфікаційний раунд, група A)
Жеребкування кваліфікаційного раунду Євро-2020 відбулося 2 грудня 2018 року в Дубліні. До групи A потрапили збірні Англії, Чехії, Болгарії, Чорногорії і Косова.

## Таблиця
| Поз | Команда    | І | В | Н | П | ГЗ | ГП | РГ  | О  | Кваліфікація                       |     | Англія | Чехія | Косово | Болгарія | Чорногорія |
| --- | ---------- | - | - | - | - | -- | -- | --- | -- | ---------------------------------- | --- | ------ | ----- | ------ | -------- | ---------- |
| 1   | Англія     | 8 | 7 | 0 | 1 | 37 | 6  | +31 | 21 | Кваліфікація до фінального турніру |     | —      | 5:0   | 5:3    | 4:0      | 7:0        |
| 2   | Чехія      | 8 | 5 | 0 | 3 | 13 | 11 | +2  | 15 | Кваліфікація до фінального турніру |     | 2:1    | —     | 2:1    | 2:1      | 3:0        |
| 3   | Косово     | 8 | 3 | 2 | 3 | 13 | 16 | −3  | 11 |                                    |     | 0:4    | 2:1   | —      | 1:1      | 2:0        |
| 4   | Болгарія   | 8 | 1 | 3 | 4 | 6  | 17 | −11 | 6  |                                    | 0:6 | 1:0    | 2:3   | —      | 1:1      |            |
| 5   | Чорногорія | 8 | 0 | 3 | 5 | 3  | 22 | −19 | 3  |                                    | 1:5 | 0:3    | 1:1   | 0:0    | —        |            |

## Матчі
Матчі Групи A кваліфікаційного раунду Євро-2020 тривали з березня 2019 по листопад 2019.
| 22 березня 2019 19:00 |

| Болгарія           | 1:1      | Чорногорія |
| ------------------ | -------- | ---------- |
| Неделєв 82' (пен.) | Протокол | Мугоша 50' |

| Васил Левський, Софія |

| 22 березня 2019 21:45 |

| Англія                                                  | 5:0      | Чехія |
| ------------------------------------------------------- | -------- | ----- |
| Стерлінг 24', 62', 68' Кейн 45+2' (пен.) Калас 84' (аг) | Протокол |       |

| Вемблі, Лондон |

| 25 березня 2019 |

| Косово     | 1:1      | Болгарія    |
| ---------- | -------- | ----------- |
| Зенелі 61' | Протокол | Божиков 39' |

| Фадиль Вокрі, Приштина |

| 25 березня 2019 |

| Чорногорія  | 1:5      | Англія                                              |
| ----------- | -------- | --------------------------------------------------- |
| Вешович 18' | Протокол | Майкл Кін 30' Барклі 39', 59' Кейн 71' Стерлінг 81' |

| Міський стадіон Подгориці, Подгориця Глядачів: 8,329 |

| 7 червня 2019 |

| Чехія        | 2:1      | Болгарія |
| ------------ | -------- | -------- |
| Шик 20', 50' | Протокол | Іса 3'   |

| Дженералі Арена, Прага Арбітр: Тамаш Богнар |

| 7 червня 2019 |

| Чорногорія        | 1:1      | Косово           |
| ----------------- | -------- | ---------------- |
| Стефан Мугоша 69' | Протокол | Мілот Рашица 24' |

| Міський стадіон Подгориці, Подгориця Глядачів: 0 Арбітр: Даніеле Орсато |

| 10 червня 2019 |

| Болгарія               | 2:3      | Косово                             |
| ---------------------- | -------- | ---------------------------------- |
| Попов 43' Дімітров 55' | Протокол | Рашица 14' Мурікі 64' Рашані 90+3' |

| Васил Левський, Софія Арбітр: Медс-Крістоффер Крістофферсен |

| 10 червня 2019 |

| Чехія                                       | 3:0      | Чорногорія |
| ------------------------------------------- | -------- | ---------- |
| Янкто 18' Копитович 49' (аг) Шик 82' (пен.) | Протокол |            |

| Андрув, Оломоуць Арбітр: Владислав Безбородов |

| 7 вересня 2019 |

| Косово                 | 2:1      | Чехія   |
| ---------------------- | -------- | ------- |
| Мурікі 20' Войвода 67' | Протокол | Шик 16' |

| Фадиль Вокрі, Приштина Глядачів: 12,678 Арбітр: Данні Маккелі |

| 7 вересня 2019 |

| Англія                                              | 4:0      | Болгарія |
| --------------------------------------------------- | -------- | -------- |
| Кейн 24', 50' (пен.), 73' (пен.) Рахім Стерлінг 55' | Протокол |          |

| Вемблі, Лондон Глядачів: 82,605 Арбітр: Марко Гуїда |

| 10 вересня 2019 |

| Англія                                                 | 5:3      | Косово                              |
| ------------------------------------------------------ | -------- | ----------------------------------- |
| Стерлінг 8' Кейн 19' Войвода 67' (аг) Санчо 44', 45+1' | Протокол | В. Беріша 1', 49' Мурікі 55' (пен.) |

| Сент-Меріс Саутгемптон Глядачів: 30,155 Арбітр: Фелікс Цваєр |

| 10 вересня 2019 |

| Чорногорія | 0:3      | Чехія                                       |
| ---------- | -------- | ------------------------------------------- |
|            | Протокол | Соучек 54' Масопуст 58' Даріда 90+4' (пен.) |

| Глядачів: 5,951 Арбітр: Алі Палабийик |

| 11 жовтня 2019 |

| Чехія                   | 2:1      | Англія         |
| ----------------------- | -------- | -------------- |
| Брабець 9' Ондрашек 85' | Протокол | Кейн 5' (пен.) |

| Еден Арена, Прага Арбітр: Дамір Скомина |

| 11 жовтня 2019 |

| Чорногорія | 0:0      | Болгарія |
| ---------- | -------- | -------- |
|            | Протокол |          |

| Міський стадіон Подгориці, Подгориця Арбітр: Андреас Екберг |

| 14 жовтня 2019 |

| Болгарія | 0–6      | Англія                                                          |
| -------- | -------- | --------------------------------------------------------------- |
|          | Протокол | - Рашфорд 7' - Барклі 20', 32' - Стерлінг 45+3', 69' - Кейн 85' |

| Васил Левський, Софія Глядачів: 17,481 Арбітр: Іван Бебек |

| 14 жовтня 2019 |

| Косово                      | 2–0      | Чорногорія |
| --------------------------- | -------- | ---------- |
| - Ррахмані 10' - Мурікі 35' | Протокол |            |

| Фаділь Вокрі, Приштина Глядачів: 12,600 Арбітр: Артур Соареш Діаш |

| 14 листопада 2019 |

| Чехія                      | 2–1      | Косово      |
| -------------------------- | -------- | ----------- |
| - Краль 71' - Челустка 79' | Протокол | - Нухіу 50' |

| Дусан Арена, Плзень Глядачів: 10,986 Арбітр: Джанлука Роккі |

| 14 листопада 2019 |

| Англія                                                                                        | 7–0      | Чорногорія |
| --------------------------------------------------------------------------------------------- | -------- | ---------- |
| - Окслейд-Чемберлен 11' - Кейн 19', 24', 37' - Рашфорд 30' - Шофранаць 66' (аг) - Абрагам 84' | Протокол |            |

| Вемблі, Лондон Глядачів: 77,277 Арбітр: Антоніо Матео Лаос |

| 17 листопада 2019 |

| Болгарія      | 1–0      | Чехія |
| ------------- | -------- | ----- |
| - Божиков 56' | Протокол |       |

| Васил Левський, Софія Глядачів: 0 Арбітр: Сергій Карасьов |

| 17 листопада 2019 |

| Косово | 0–4      | Англія                                             |
| ------ | -------- | -------------------------------------------------- |
|        | Протокол | - Вінкс 32' - Кейн 79' - Рашфорд 83' - Маунт 90+1' |

| Фаділь Вокрі, Приштина Глядачів: 12,326 Арбітр: Павел Гіль |

## Бомбардири
12 голів
- Гаррі Кейн

8 голів
- Рахім Стерлінг

4 голи
- Патрік Шик
- Росс Барклі
- Ведат Мурікі

3 голи
- Маркус Рашфорд

2 голи
- Василь Божиков
- Джейдон Санчо
- Мілот Рашица
- Валон Беріша
- Стефан Мугоша

1 гол
- Кристиан Димитров
- Ісмаїл Іса
- Тодор Неделєв
- Івелін Попов
- Якуб Брабець
- Владімір Даріда
- Алекс Краль
- Лукаш Масопуст
- Томаш Соучек
- Зденек Ондрашек
- Ондржей Челустка
- Якуб Янкто
- Теммі Абрагам
- Гаррі Вінкс
- Майкл Кін
- Мейсон Маунт
- Алекс Окслейд-Чемберлен
- Мергім Войвода
- Арбер Зенелі
- Атде Нухіу
- Ельбасан Рашані
- Амір Ррахмані
- Марко Вешович

1 автогол
- Томаш Калас (проти Англії)
- Мергім Войвода (проти Англії)
- Борис Копитович (проти Чехії)
- Александар Шофранаць (проти Англії)